# MBV
m b v — третий студийный альбом ирландской рок-группы My Bloody Valentine, выпущенный 2 февраля 2013 году на собственном лейбле группы. Альбом был спродюсирован лидером коллектива — Кевином Шилдсом самостоятельно и является первой записью MBV за 22 года — с момента выхода пластинки Loveless.
Часть альбома была записана до распада My Bloody Valentine в 1997 году, дополнительный материал был записан незадолго до воссоединения группы в 2007 году. Альбом был тепло принят музыкальными критиками.

## Предыстория
После выхода второго альбома Loveless и разрыва контракта с лейблом Creation Records (по инициативе самого лейбла), My Bloody Valentine подписали контракт с лейблом Island Records в октябре 1992 года. Согласно различным слухам сумма сделки принесла группе гонорар в размере 250,000£. Группа приступила к строительству домашней студии в Стретеме (южный Лондон), которая была закончена в апреле 1993 года. По словам Кевина Шилдса несколько технических проблем со студией послужили «полукрах», который, в тот период, испытывал творческий кризис. Группа записала небольшое количество материала и выпустила две кавер-версии песни с 1993 до 1996 годы — «We Have All the Time in the World» Луи Армстронга и «Map Ref. 41°N 93°W» группы Wire.
Среди фанатов ходило множество слухов, что музыканты записали много студийного материала ещё до распада группы (который произошёл в 1997 году). В 1999 году сообщалось, что Шилдс предоставил Island Records ленты с записями длительностью в 60 часов. Гитаристка Билинда Бутчер подтверждала, что «записанных песен хватило бы на два полноценных альбома». Позже и сам Шилдс говорил, что материала хватало минимум на один альбом «полуфабрикатов», но в итоге музыкант забросил работу. В одном из интервью он прокомментировал ситуацию: «Мы записывали альбом, он был готов наполовину, но в итоге работа была заброшена… и оно того стоило. Материал получился „мёртвым“. Не было в нём искры».
Студийные сессии начались в 1996 году, после того, как басистка Дебби Гудж и барабанщик Кольм О’Кисог покинули группу. Шилдс начал записывать гитарные риффы на аналоговые ленты, заложив основу для ряда песен. Музыкант отмечал, что, спустя год, когда сессии закончились альбом был похож на «полуфабрикат». Позже Гудж сказала, что запись нового диска была «длительным процессом», и отметила, что Кевин Шилдс записал бо́льшую часть музыки уже тогда. В интервью журналу Drowned in Sound Гудж рассказала, что барабанные партии на альбоме «были перезаписаны полностью, как минимум один раз»; сначала их записал брат Шилдса — Джимми, потом они были перезаписаны с О’Кисогом. В 2006 году, Шилдс возобновил запись диска, сочетая материал 1996 и 1997 годов с новым контентом. Финальный вокал, бас и барабанные треки и овердаббинг были записаны в период с 2011 по 2012 годы. Первый трек — «She Found Now», был единственной песней, которая была записана «с нуля» в 2012 году. Альбом был записан и сведён на аналоговом оборудование похожим на то, которое было использовано при работе над двумя предыдущими дисками группы — Isn’t Anything (1988) и Loveless.
Мастеринг альбома был завершён 21 декабря 2012 года — весь процесс продолжался четыре месяца, с конца 2012 года. Во время мастеринга группа принципиально не использовала цифровую обработку. Музыканты записали дополнительный материал на студии Grouse Lodge в городе Уэстмит, в январе 2013 года.

## Список композиций
Автор музыки и текстов — Кевин Шилдс.
1. «She Found Now» — 5:06
2. «Only Tomorrow» — 6:22
3. «Who Sees You» — 6:12
4. «Is This and Yes» — 5:07
5. «If I Am» — 3:54
6. «New You» — 4:59
7. «In Another Way» — 5:31
8. «Nothing Is» — 3:34
9. «Wonder 2» — 5:52

## Хит-парады
| Чарт (2013)                     | Высшая позиция |
| ------------------------------- | -------------- |
| Belgian Albums Chart (Flanders) | 87             |
| Belgian Albums Chart (Wallonia) | 120            |